# Todor Ikonomovo
Todor Ikonomovo (Bulgaars: Тодор Икономово, Turks: Mahmuzlu) is een dorp in het noordoosten van Bulgarije. Het dorp is gelegen in de gemeente Kaolinovo, oblast Sjoemen. Op 31 december 2019 telde het dorp 2.264 inwoners. Het dorp ligt 44 km ten noorden van Sjoemen en 327 km ten noordoosten van Sofia.

## Bevolking
De telling van 1934 registreerde 2.822 inwoners. Dit aantal bereikte in 1965 met 3.486 inwoners een hoogtepunt. Het dorp verloor met name in de periode 1984-1989 vrij veel inwoners, als gevolg van de assimilatiecampagnes van het communistisch regime van Todor Zjivkov, waarbij alle Turken en andere moslims in Bulgarije christelijke of Bulgaarse namen moesten aannemen en afstand moesten doen van islamitische gewoonten. De laatste jaren groeit het inwonersaantal van het dorp Todor Ikomonovo weer, vooral vanwege een natuurlijke bevolkingsgroei gecombineerd met repatriatie van Bulgaarse Turken die in de periode 1984-1989 naar Turkije waren uitgeweken. Zo werden er op 31 december 2019 zo'n 2.264 inwoners geteld.
Van de 2.135 inwoners reageerden er 1.966 op de optionele volkstelling van 2011. Zo’n 900 personen identificeerden zichzelf als Bulgaarse Turken (46%), gevolgd door 808 Roma (41%) en 235 Bulgaren (12%).
| Etnische samenstelling van de respondenten (2011) | Etnische samenstelling van de respondenten (2011) | Etnische samenstelling van de respondenten (2011) | Etnische samenstelling van de respondenten (2011) | Etnische samenstelling van de respondenten (2011) |
| ------------------------------------------------- | ------------------------------------------------- | ------------------------------------------------- | ------------------------------------------------- | ------------------------------------------------- |
|                                                   |                                                   |                                                   |                                                   |                                                   |
| Bulgaren                                          | Bulgaren                                          |                                                   | 12,0%                                             | 12,0%                                             |
| Turken                                            | Turken                                            |                                                   | 45,8%                                             | 45,8%                                             |
| Roma                                              | Roma                                              |                                                   | 41,1%                                             | 41,1%                                             |
| Anders/Onbekend                                   | Anders/Onbekend                                   |                                                   | 1,1%                                              | 1,1%                                              |

Het dorp heeft een relatief gunstige leeftijdsopbouw. Van de 2.135 inwoners die in februari 2011 werden geregistreerd, waren er 481 jonger dan 15 jaar oud (23%), terwijl er 229 inwoners van 65 jaar of ouder werden geteld (11%).
Branitsjevo · Dojrantsi · Dolina · Goesla · Kaolinovo · Kliment · Lisi Vrach · Ljatno · Naoem · Omartsjevo · Pristoe · Sini Vir · Sredkovets · Takatsj · Todor Ikonomovo · Zagoritsje